# لکسینگتن پارک (مریلند)
لکسینگتن پارک (به انگلیسی: Lexington Park) شهری در ایالت مریلند کشور ایالات متحده آمریکا است که جمعیت آن در سرشماری سال ۲۰۱۰ میلادی، ۱۱٬۶۲۶ نفر بوده‌است.